# IBM a holokaust
IBM a holokaust (v angličtině IBM and the Holocaust, s podtitulem The Strategic Alliance between Nazi Germany and America's Most Powerful Corporation – Strategické spojenectví mezi nacistickým Německem a nejmocnější korporací Ameriky) je kniha (literatura faktu) amerického investigativního žurnalisty Edwina Blacka, která dokumentuje obchody americké nadnárodní korporace IBM s nacistickým Německem a roli této korporace v holokaustu. V detailech dokládá obchodní dohody evropských poboček IBM, hlavně té německé, s režimem Adolfa Hitlera, o kompletním zajištění frameworku pro technologické zvládnutí zpracování osobních dat. V knize Black popisuje, jak konkrétně tato technologie nacistům pomohla a usnadnila selektivní stíhání vybraných skupin lidí, kteří končili v koncentračních a vyhlazovacích táborech.

## Informace o knize
- rok vydání: 2001, upravená vydání: 2002, 2003, 2008, 2009[1]
- ISBN 0-609-80899-0, ISBN 978-0-609-80899-3
- OCLC 49419235
- vydavatel: Crown Books, Three Rivers a další
- počet stran: 551
- jazyky: angličtina, francouzština, polština, španělština, portugalština, italština, japonština
- forma: pevný obal, paperback, audiokazeta

česky
Black, Edwin. IBM a holokaust: strategické spojenectví mezi nacistickým Německem a největší americkou korporací. Překlad Martin Lukeš (dle anglického vydání nakladatelství Dialog Press z roku 2012). Vydání první. Praha: Knižní klub, 2017. 678 stran. Universum. ISBN 978-80-242-5837-9.

## Obsah
- Thesis: Black v thesi píše: „(Tato kniha) vypráví o vědomém zapletení IBM v holocaustu (přímo nebo skrze své pobočky) stejně jako v německé válečné mašinérii, která zavraždila miliony jiných po celé Evropě.“
- Začátky IBM
- Obchodní vztahy IBM s nacistickým režimem
- Důsledky holocaustu
- Technologie IBM v táborech

## Kritická odezva
Richard Bernstein píšící pro The New York Times Book Review, napsal, že Blackův případ je „dlouhý a hutně zdokumentovaný, ale přesto neukazuje, že IBM má nějakou jedinečnou nebo rozhodující odpovědnost za zlo, které bylo spácháno“. IBM v květnu 2002 tuto větu použila ve svém tiskovém prohlášení.
V roce 2003 udělila Americká společnost žurnalistů a spisovatelů Blackovi za tuto knihu cenu za nejlepší nefiktivní knihu roku.